# HNoMS Glaisdale (L44)
HNoMS Glaisdale (L44) là một tàu khu trục hộ tống lớp Hunt Kiểu III của Hải quân Hoàng gia Na Uy hoạt động trong Chiến tranh Thế giới thứ hai. Nguyên được Anh Quốc chế tạo như là chiếc HMS Glaisdale, nó được chuyển cho Na Uy trước khi hạ thủy năm 1942 và nhập biên chế như là chiếc HNoMS Glaisdale, hoạt động cùng Hải quân Anh với một thủy thủ đoàn người Na Uy. Con tàu bị hư hại nặng do trúng mìn khi tham gia cuộc Đổ bộ Normandy vào ngày 23 tháng 6, 1944, rồi được hoàn trả cho Anh vào ngày 2 tháng 8 và bị bỏ không tại Hartlepool. Sau chiến tranh, con tàu được sửa chữa và bán cho Na Uy, và nhập biên chế như là chiếc HNoMS Narvik. Nó được xếp lại lớp như một tàu frigate năm 1956, và bị tháo dỡ năm 1962.

## Thiết kế và chế tạo
HMS Glaisdale được đặt hàng vào ngày 23 tháng 8, 1940 cho hãng Cammell Laird tại Birkenhead trong Chương trình Chiến tranh Khẩn cấp 1940 và được đặt lườn vào ngày 4 tháng 2, 1941; tên nó được đặt theo rừng săn cáo Glaisdale tại Scarborough, North Yorkshire, và là chiếc tàu chiến duy nhất của Hải quân Anh được đặt cái tên này. Tuy nhiên, con tàu được chuyển cho chính phủ Na Uy lưu vong vào ngày 23 tháng 12, 1941 trước khi được hạ thủy vào ngày 5 tháng 1, 1942, và nhập biên chế như là chiếc HNoMS Glaisdale; việc chế tạo hoàn tất vào ngày 12 tháng 6, 1942.

## Lịch sử hoạt động

### 1942
Sau khi hoàn tất chạy thử máy, Glaisdale chuyển đến Scapa Flow vào tháng 6, 1942, nơi nó gia nhập Hạm đội Nhà và tiếp tục được trang bị hoàn thiện, rồi được điều đến Portsmouth và gia nhập Chi hạm đội Khu trục 1. Con tàu đảm nhiệm việc tuần tra và hộ tống vận tải ven biển tại khu vực eo biển Manche và Khu vực Tiếp cận phía Tây.
Vào ngày 13 tháng 10, Glaisdale cùng các tàu khu trục Cottesmore (L78), Quorn (L66), Albrighton (L12) và HNoMS Eskdale (L36) tham gia cùng các đội tàu phóng lôi trong một chiến dịch nhằm đánh chặn tàu tuần dương phụ trợ Đức Komet trong eo biển Manche, vốn đang trên đường tiến ra Đại Tây Dương để đánh cướp tàu buôn Đồng Minh. Komet bị đánh chìm bởi hỏa lực phối hợp từ hải pháo của Eskdale và hai quả ngư lôi từ tàu phóng lôi MTB 236, ở tọa độ 49°44′B 01°32′T / 49,733°B 1,533°T, không có thành viên thủy thủ đoàn nào sống sót.
Sau đó Glaisdale tham gia hộ tống các đoàn tàu vận tải đi sang Địa Trung Hải nhằm hỗ trợ tiếp liệu cho việc tiến hành Chiến dịch Torch, cuộc đổ bộ của lực lượng Đồng Minh lên Bắc Phi, cho đến ngày 26 tháng 11. Nó quay trở lại hoạt động cùng chi hạm đội tại Portsmouth sau đó.

### 1943
Glaisdale cùng với chi hạm đội tiếp tục hoạt động hộ tống vận tải tại vùng eo biển Manche và Khu vực Tiếp cận phía Tây. Vào ngày 14 tháng 4, nó cùng với tàu chị em Eskdale và năm tàu đánh cá hộ tống cho Đoàn tàu PW232, khi họ bị tàu phóng lôi E-Boat Đức tấn công ở vị trí 12 mi (19 km) về phía Đông Đông Bắc Lizard. Eskdale trúng hai quả ngư lôi từ tàu phóng lôi S 90 và bị bất động giữa biển; nó đắm tại tọa độ 50°03′B 05°46′T / 50,05°B 5,767°T sau khi tiếp tục trúng ngư lôi từ tàu phóng lôi S112.
Vào ngày 9 tháng 10, Glaisdale lại cùng các tàu chị em Wensleydale (L86) và Melbreak (L73) hoạt động đánh chặn một đoàn tàu vận tải đối phương ngoài khơi Ushant, đánh chìm tàu quét mìn M135 đối phương trong thành phần hộ tống. Bản thân Glaisdale bị hư hại nhẹ do hỏa lực pháo từ tàu E-Boat đối phương.

### 1944
Vào tháng 5, 1944, Glaisdale được điều động sang Lực lượng J để tham gia Chiến dịch Neptune, hoạt động hải quân trong khuôn khổ cuộc Đổ bộ Normandy. Nó huấn luyện thực tập cùng các tàu chiến thuộc Lực lượng J, rồi tham gia cùng các lực lượng G và S cho những cuộc cơ động tổng dượt sau cùng trước khi chuyển đến Solent. Sang tháng 6, nó cùng với các tàu khu trục Kempenfelt (R03), Faulknor (H62), Venus (R50), Fury (H76), các tàu khu trục Canada Algonquin (R17) và Sioux (R64) cùng các tàu khu trục hộ tống Bleasdale (L50), Stevenstone (L16) và tàu khu trục hộ tống Pháp La Combattante được bố trí đến Spithead, và được phân công hỗ trợ hỏa lực gần bờ tại các bãi đổ bộ Nan, White và Red.
Vào ngày 5 tháng 6, Glaisdale cùng với Kempenfelt và Bleasdale gia nhập thành phần hộ tống cho Đoàn tàu J10 băng qua các luồng đã được quét mìn để đi đến ngoài khơi bãi đổ bộ Juno. Vào đúng ngày D 6 tháng 6, nó bắn hải pháo hỗ trợ cho cuộc đổ bộ lên bãi Nan, rồi tiếp tục hỗ trợ tại khu vực bãi Juno trước khi được bố trí tại khu vực Lực lượng Đặc nhiệm phía Đông vào ngày hôm sau, làm nhiệm vụ hỗ trợ, bảo vệ vận tải và tuần tra. Vào ngày 10 tháng 6, nó đụng độ với các tàu E-boat đối phương tìm cách rải mìn ngoài khơi bãi đổ bộ.
Vào ngày 23 tháng 6, Glaisdale trúng phải một quả thủy lôi dò âm ngoài khơi khu vực tấn công, khiến động cơ bên mạn phải bị hư hại nặng; nó rút lui về Portsmouth vào ngày hôm sau, được khảo sát đánh giá hư hỏng và chờ đợi để sửa chữa. Tuy nhiên đến ngày 2 tháng 8, nó được rút khỏi biên chế Hải quân Hoàng gia Na Uy và hoàn trả cho Anh Quốc. Con tàu được rút về lực lượng dự bị và bị bỏ không tại Hartlepool mãi cho đến khi chiến tranh kết thúc.

### HNoMSNarvik
Cuối cùng đến tháng 8, 1946, Glaisdale được bán đứt cho Na Uy, và nó được đổi tên thành HNoMS Narvik vào ngày 23 tháng 10 năm đó. Nó được tái trang bị tại Chatham trước khi phục vụ như một tàu khu trục hộ tống cho Hải quân Hoàng gia Na Uy từ tháng 2, 1947. Narvik được xếp lại lớp như một tàu frigate vào năm 1956 và phục vụ cho đến năm 1962, khi con tàu bị rút biên chế và bị tháo dỡ sau đó.